# Cryptocarya ruruvaiensis
Cryptocarya ruruvaiensis är en lagerväxtart som beskrevs av André Joseph Guillaume Henri Kostermans. Cryptocarya ruruvaiensis ingår i släktet Cryptocarya och familjen lagerväxter. Inga underarter finns listade i Catalogue of Life.